# لاتشين درة سي
لاتشين درة سي (بالإنجليزية: Lachin Darrehsi)‏ هي مستوطنة تقع في قسم انغوت الغربي الريفي في إيران. يقدر عدد سكانها بـ 144 نسمة .